# La stagione della migrazione a Nord
La stagione della migrazione a Nord è un romanzo in arabo di Tayeb Salih, uscito sulla rivista libanese "Hiwàr" e poi subito in volume nel 1967. In italiano è stato tradotto da Francesco Leggio nel 1992 e in nuova edizione nel 2011 presso Sellerio. 
Edward Said, paragonandolo a Cuore di tenebra di Joseph Conrad dice che è "uno fra i sei libri più belli scritti in arabo nel novecento" . È stato inserito tra i 100 migliori libri di sempre secondo il Norwegian Book Club. Nel 2001 l'Accademia letteraria arabica lo ha dichiarato "il più importante romanzo arabo del XX secolo". È stato tradotto in più di venti lingue.

## Trama

### Personaggi principali[4]
Narratore: protagonista della storia, alter ego dell'autore, rappresenta la generazione post-coloniale, in bilico tra recupero della tradizione e riforma dell'occidentalismo.
Mustafà Sa'ìd: personaggio misterioso attorno a cui ruota la storia, rappresenta la generazione vissuta in epoca coloniale, formatasi intellettualmente grazie alla cultura occidentale, in seguito osteggiata e avversata.
Nonno del Narratore: rappresenta la generazione legata alle antiche tradizioni, un mondo semplice e religioso che sta inevitabilmente scomparendo.
Jean Morris: prima moglie inglese di Sa'ìd, personaggio complesso, che forse rappresenta la chimera del Nord per Sa'ìd.  
Hosna Bint Mahmùd: moglie di Sa'ìd, rappresenta un primo tragico tentativo di rigetto femminista dell'islam tradizionale.
I Robinson: tutori inglesi del piccolo Sa'ìd, rappresentano, come suggerito dal loro nome "civilizzatore", il lato buono della colonizzazione inglese, che riscopre e arricchisce la tradizione dei paesi occupati.

### Incipit
Dopo sette anni di studi in Inghilterra, coronati da un dottorato in letteratura inglese, il Narratore protagonista ritorna al suo paese natale, un piccolo villaggio sudanese alle rive del Nilo. Dopo un primo momento di pace in quella parentesi bucolica tanto attesa, e dopo l'incontro con l'amatissimo Nonno, il Narratore nota la presenza di uno straniero, un certo Mustafà Sa'ìd, molto diverso dai suoi semplici compaesani: si tratta di un modesto proprietario terriero, molto rispettato nel consorzio agricolo del paese.
Progressivamente, questa figura diventa un vero e proprio assillo per il Narratore. Dopo vari inutili tentativi di capire qualcosa del suo passato, sarà lo stesso Mustafà Sa'ìd a confessarsi, raccontando al Narratore, in un lungo monologo, la turbolenta storia della sua vita.

### La vita di Mustafà Sa'ìd
Mustafà Sa'ìd non è infatti un contadino come tutti gli altri abitanti del villaggio: si tratta di un vero e proprio intellettuale, un enfant prodige anaffettivo originario di Khartum che, grazie alle sue straordinarie doti, riesce ad ottenere, ancora giovanissimo, una borsa di studio per il Cairo. Qui incontrerà i suoi tutori inglesi, i Robinson e, grazie alla loro intercessione, si recherà a Londra dove studierà economia, diventando così il primo sudanese ad andare all'estero con una borsa di studio.
La capitale inglese, in pieno fermento economico e culturale, cerca di lasciarsi alle spalle le tragedia della prima guerra mondiale: è in questo quadro che Mustafà Sa'ìd diviene ben presto un frequentatore e animatore dei salotti più alla moda, dove recita la parte dell'esotico seduttore africano. Il suo fascino è tale da portare al suicidio ben tre sue amanti (Sheila Greenwood, Ann Hammond e Isabella Seymour) spinte da una folle gelosia alla scoperta dei suoi numerosi tradimenti. La situazione precipita dopo il matrimonio con Jean Morris, femme fatale, la prima donna veramente amata da Sa'ìd; ella, perversamente, lo spingerà ad ucciderla durante un macabro rapporto sessuale.
Processato per l'omicidio di Jean Morris, dopo soli sette anni di prigione, Mustafà Sa'ìd girerà il mondo per un periodo non precisato della sua vita; quindi si stabilirà nel piccolo villaggio sudanese del Narratore, dove sposa la bella Hosna Bint Mahmùd, che gli darà due figli. 
La romantica e terribile confessione disturba profondamente il Narratore, che manterrà il segreto sul passato di Sa'ìd come promesso. 

### La presunta morte di Sa'ìd e la distruzione dell'equilibrio del villaggio
Il tempo passa, e il Narratore trova un impiego nella capitale Khartum, al ministero della pubblica istruzione. Durante uno dei suoi periodici ritorni al villaggio, il Narratore scopre che un'inondazione del Nilo ha distrutto campi e case, provocando la morte di molti uomini, nonché la misteriosa scomparsa di Mustafà Sa'ìd, che nel frattempo, in un testamento, aveva indicato proprio il Narratore come tutore legale responsabile dei suoi figli. Il rapporto tra il Narratore e Sa'ìd si stringe dunque ancora di più, e sembra che il primo si stia inconsciamente innamorando della moglie del secondo.
La presunta morte di Sa'ìd lascia la vedova Bint Mahmùd libera e disponibile per un matrimonio. Ben presto la sua bellezza attira le attenzioni dell'anziano libertino Wadd ar-Reys, che convince il padre della vedova a concedergli la figlia in sposa, nonostante la sua ferma opposizione. In un ultimo tentativo di salvarsi da un matrimonio ingiusto, Bint Mahmùd chiede la mano del Narratore, in quel momento assente per motivi di lavoro. È così che si consuma una tragedia inaudita nel piccolo villaggio: durante un litigio nato per la riluttanza di Bint Mahmùd a concedersi al suo sposo, ella uccide Wadd ar-Reys, recidendogli il membro con un pugnale, per poi darsi la morte.
L'avvenimento sconvolge il villaggio, che deciderà di calare un velo omertoso sull'accaduto, condannando senza appello l'atto dell'ex-moglie di Sa'ìd. Al suo ritorno, il Narratore farà molta fatica a ricostruire gli avvenimenti: sarà la vecchia comare Bint Majdùb a raccontargli quanto successo, poiché diretta testimone dell'omicidio-suicidio. Stravolto dalla notizia, il Narratore si scontra con il tradizionale maschilismo del suo migliore amico Mahgiùb, aggredendolo verbalmente e fisicamente.

### La biblioteca di Sa'ìd e il bagno nel Nilo
Accecato dal rancore e dalla rabbia, ossessionato e deciso a scoprire tutto il possibile sulla sua vita, il Narratore entra per la prima volta nello studio di Sa'ìd, una zona della casa rimasta per tutta la durata della narrazione un luogo segreto e nascosto. Qui, oltre ad una ricchissima biblioteca di autori occidentali, il Narratore trova foto delle donne di Sa'ìd, un ritratto ad olio di Jean Morris, schizzi di paesaggi inglesi, riviste inglesi e un progetto autobiografico incompiuto. Intenzionato ad incendiare la biblioteca per cancellare una volta per tutte la "grande menzogna" della vita di Sa'ìd, il Narratore s'abbandona invece alla sua ricostruzione immaginaria attraverso i documenti appena trovati. Stremato, capisce che cancellare il ricordo di Sa'ìd non servirebbe a nulla, sarebbe soltanto "un altro incendio che non andava né avanti né indietro".
Uscito dalla biblioteca, il confuso Narratore decide di fare un bagno nel Nilo, e per un momento sembra lasciarsi trasportare dalla corrente, cadendo in un torpore simile al sonno. Ma la vista di uno stormo di qatà (uccelli migratori ricorrenti nella poesia preislamica) lo fa all'improvviso rinsavire. Il Narratore sceglie di vivere, e il romanzo si chiude con le sue grida d'aiuto.
"Vivrò perché ci sono pochi uomini con cui amo restare il più a lungo possibile e perché ho dei compiti da svolgere. Non m'interessa se la vita abbia un senso o no. Se non sarò capace di perdonare, tenterò di dimenticare. Vivrò con la forza e con l'astuzia."

## Controversie
Per lungo tempo, a partire dal 1989, il romanzo è stato proibito in Sudan, paese di origine dell'autore, in quanto le immagini grafiche a sfondo sessuale offendevano il governo islamico. Oggi in Sudan il romanzo è facilmente reperibile.

## Adattamenti teatrali
La stagione della migrazione a Nord è stato adattato per il teatro e diretto da Ouriel Zohar, con Mohammad Bakri in qualità di attore protagonista. Con questa opera, nel 1993 Bakri ha vinto il premio per il miglior attore al Festival Acco del Teatro Alternativo Israeliano.